# Hotel Palace Europa Lublin
Hotel Palace Europa Lublin – hotel w Lublinie przy Krakowskim Przedmieściu powstały w 1867 r.

## Informacje ogólne
Hotel Palace Europa położony jest w samym centrum miasta Lublina przy ulicy Krakowskie Przedmieście 29. Zajmuje naroże ulicy Krakowskie Przedmieście oraz Plac Litewskiego w Lublinie. Frontem zwrócony na południe. Wzniesiony w stylu neorenesansowym. Wnętrza hotelu są utrzymane w stylu klasycznym. Aktualnie hotel Europa dysponuje 63 pokojami dwuosobowymi, 11 jednoosobowymi oraz dwoma apartamentami prezydenckimi. Do dyspozycji gości jest restauracja POLKA, 6 sali wielofunkcyjnych posiadających najnowocześniejszy sprzęt multimedialny, a także klub nocny Bohema Club.

## Historia
Ten zabytkowy obiekt, z bogatą historią, został wybudowany w latach 1865–1867 według projektu guberialnego budowniczego Ludwika Szamoty na placu odkupionym od książąt Czartoryskich. Wzorowany był na warszawskim Hotelu Europejskim. Usytuowany w centrum miasta, przy głównej ulicy Krakowskie Przedmieście w Lublinie, tuż przy pl. Litewskim, hotel przyciągał osoby z „towarzystwa” swoją nowoczesnością i komfortem. Posiadał 42 pokoje oraz wszelkie wygody łącznie z łazienkami, kanalizacją i elektrycznością. W części gastronomicznej hotel dysponował restauracją, kawiarnią i cukiernią.
Jak podaje jeden z przewodników po Lublinie, w restauracji hotelu Europa we wrześniu 1939 roku wspólny obiad zjedli sowieci i hitlerowcy, czcząc zwycięstwo nad Polską. Po wojnie budynek był hotelem komunalnym, a od lat siedemdziesiątych XX wieku użytkował go PTTK, który jest jego właścicielem od 1996 roku. PTTK wydzierżawiło obiekt na wiele lat spółce „Europa” SA, która odrestaurowała i zmodernizowała go pod opieką architekta prof. Wiktora Zina. Dostosowanie obiektu do oczekiwań turystów XXI wieku wymagało gruntownej przebudowy i nowego wyposażenia wnętrz.